# 龍徳 (五代後梁)
龍徳（りゅうとく）は、五代の最初の王朝である後梁において朱友貞の治世で用いられた元号。921年5月 - 923年10月。

## 西暦・干支との対照表
| 龍徳 | 元年  | 2年   | 3年   |
| 西暦 | 921年 | 922年 | 923年 |
| 干支 | 辛巳  | 壬午  | 癸未  |